# مربع (فیلم ۲۰۰۸)
مربع (انگلیسی: The Square) فیلمی در ژانر نئو نوآر و مهیج به کارگردانی نش اجرتون است که در سال ۲۰۰۸ منتشر شد. از بازیگران آن می‌توان به جوئل اجرتون و بیل هانتر اشاره کرد.